# Анастасієв Валентин Олексійович
Валенти́н Олексі́йович Анаста́сієв (нар. 22 лютого 1925 — пом. 24 лютого 2009) — радянський воєначальник і український політик.

## Життєпис
Народився у селі Пивоварово В'язниковського району Владимирської області Росії в багатодітній родині робітника. Росіянин. Після закінчення Пивоварівської школи у 1940 році вступив до В'язниковського льнотехнікуму.
До лав РСЧА призваний В'язниковським РВК у 1943 році. На фронтах німецько-радянської війни з 12 липня 1943 року: стрілець 2-го стрілецького батальйону 127-го гвардійського стрілецького полку 42-ї гвардійської стрілецької дивізії 40-ї армії. У боях по розширенню плацдарму на правому березі Дніпра був поранений.
Після лікування у шпиталі направлений на навчання до Московського військово-інженерного училища, яке закінчив у травні 1946 року. Учасник Параду Перемоги 24 червня 1945 року. До 1949 року командував курсантським взводом у Ленінградському військово-інженерному училищі.
З вересня 1949 по червень 1955 року навчався у Військово-інженерній академії імені В. Куйбишева, де здобув кваліфікацію «військовий інженер-радіотелемеханік».
З травня 1955 по грудень 1986 року проходив військову службу на командних посадах у з'єднаннях ракетно-технічних військ ЗС СРСР. З квітня 1975 року — генерал-майор. У 1987 році вийшов у запас.
З 1988 року по лютий 1999 року начальник районного спортивно-технічного центру «Харківський» (м. Київ) Товариства сприяння обороні України.
Учасник травневого параду 1995 року на Червоній площі в Москві, присвяченого дню Перемоги.
З лютого 1999 року — народний депутат України 3-го (1999—2002) та 4-го (2002—2006) скликань.
Помер у Києві. Похований у Москві.

## Громадсько-політична діяльність
Член КПРС з 1947 року.
У 1979—1987 роках обирався депутатом Івано-Франківської обласної ради депутатів трудящих.
У 1988—1997роках — заступник голови, голова Ради ветеранів Харківського району міста Києва. З 1997 року — голова Київської міської ради Організації ветеранів України.
З 2004 року — перший заступник голови, з 2008 року — голова ради Організації ветеранів України.

## У Верховній Раді України
У лютому 1999 року обраний народним депутатом України 3-го скликання за списком КПУ (№ 104). Був членом Комітету у справах пенсіонерів, ветеранів та інвалідів (з 02.1999); член фракції КПУ (з 02.1999).
У квітні 2002 року обраний народним депутатом України 4-го скликання за списком КПУ (№ 40). Очолював підкомітет у справах ветеранів війни та праці Комітету у справах, пенсіонерів, ветеранів та інвалідів (з 06.2002); член фракції КПУ (з 05.2002).

## Нагороди
- Орден князя Ярослава Мудрого V ст. (21 лютого 2005) — за визначний особистий внесок у розвиток державного будівництва, активну участь у громадсько-політичній діяльності та з нагоди 80-річчя від дня народження[2]
- Орден Богдана Хмельницького I ст. (5 травня 2009, посмертно) — за мужність і самопожертву, виявлені в боротьбі з фашистськими загарбниками у відстоюванні свободи і незалежності Вітчизни, вагомий особистий внесок у розвиток ветеранського руху, патріотичне виховання молоді[3]
- Орден Богдана Хмельницького II ст. (1999)[4]
- Орден Богдана Хмельницького III ст. (4 травня 1998) — на відзначення ратних і трудових заслуг, за активну громадську роботу та з нагоди 53-ї річниці Перемоги у Великій Вітчизняній війні 1941—1945 років[5]
- Ордени Вітчизняної війни I ступеня, Червоної Зірки (двічі), «За службу Батьківщині у Збройних Силах СРСР» III ступеня. Медалі «За відвагу», «За бойові заслуги».
- Почесна грамота Кабінету Міністрів України (7 травня 2004) — за активну громадську діяльність, вагомий особистий внесок у патріотичне виховання молоді та з нагоди 59-ї річниці Перемоги у Великій Вітчизняній війні[6]

## Літературна діяльність
Автор книг «Пам'ять серця» і «Дорогами війни».